# Paulo Jr.
Paulo Jr. (Belo Horizonte, 1969. április 30. –) brazil basszusgitáros, zenész és dalszerző.

## Diszkográfia
Sepultura
- 1985 – Bestial Devastation
- 1986 – Morbid Visions
- 1987 – Schizophrenia
- 1989 – Beneath the Remains
- 1991 – Arise
- 1993 – Chaos A.D.
- 1996 – Roots
- 1998 – Against
- 2001 – Nation
- 2002 – Revolusongs
- 2003 – Roorback
- 2006 – Dante XXI
- 2009 – A-Lex
- 2011 – Kairos
- 2013 – The Mediator Between Head and Hands Must Be the Heart

The Unabomber Files
- 2013 – The Unabomber Files

### Vendégként
Eminence
- 2013 – The Stalker